# Opsada Beča 1529.
Opsada Beča ili Prva bitka kod Beča dogodila se između 27. rujna i 14. listopada 1529., kada je osmanlijska vojska predvođena sultanom Sulejmanom Veličanstvenim, prodrla najzapadnije u Srednju Europu. Osmanlijska vojska imala je oko 120 000 vojnika.
Među svim prethodnim bitkama između kršćanskih i islamskih vojski, ova je opsada nagovijestila kraj napredovanja prethodno nezaustavljivih turskih snaga, koje su ipak i nakon toga nastavile osvajanja dijelova Mađarske pod kontrolom Austrije.
Ova se bitka u osmanlijskim vojnim izvorima zove Prva bitka kod Beča, jer se dogodila i Druga bitka kod Beča 1683. godine.
Prije opsade Beča, Osmanlije su napali Budimpeštu, koju su branili malobrojni vojnici. Predali su se Osmanlijama, jer su im obećali da će ostati živi, no ipak su ih sve pobili. Ta je vijest došla do Beča, gdje su odlučili, da se neće predati. Osmanlijska vojska imala je oko 800 lađa na Dunavu i oko 20.000 deva, koje su prenosile opremu. Došlo je i oko 12 000 pripadnika elitnih postojbi janjičara. Branitelji Beča grad su podijelili na više sektora i tako decentralizirali obranu. Na čelu je bio Nijemac Niklas Graf Salm, koji se istaknuo u bitci kod Pavije. Sjedište obrane bilo je u katedrali sv. Stjepana. Ojačan je obrambeni zid oko grada i ulazi u grad.
Osmanlije su do Beča došli umorni od dugog puta i lošeg vremena. Pokušali su dogovoriti predaju, ali su odbijeni. Topovima su napali obrambene zidove bez većih uspjeha. Kopali su podzemne tunele ispod gradskih zidina. Otkriveni su i vodile su se borbe u kojima su pobijedili branitelji uz velike gubitke. Počele su padati jake kiše. Osmanlije su imali nedostatak hrane i vode, razboljevali su se, a dio vojske je dezertirao. Janjičari su tražili, da se odluči što dalje. Dana 12. listopada 1529., Osmanlije su se odlučili za završni udar, koji je bio neuspješan po njih. Sljedećih dana pao je snijeg, što je dodatno pogoršalo ionako loše stanje u osmanlijskoj vojsci pa su prekinuli opsadu Beča i povukli se prema Ugarskoj. Vođa obrane grada Nikola grof Salm, tada je imao 71. godinu, ranjen je u posljednjoj bitci, te je preminuo od posljedica ranjavanja u proljeće sljedeće godine. Osmanlije nisu doživjeli potpuni poraz, jer su oslabili Austriju, koja nakon ove bitke više nije imala dovoljno sredstava da pripremi protunapad na Turke te su učvrstili svoj položaj u Ugarskoj. Neuspjehom opsade Beča, počelo je slabljenje Osmanlijskog Carstva.
U ovom je razdoblju dovedeni su Hrvati kod Beča, kod Spitaljbrega a koji su vjerojatno potjecali s Moravskog polja. Pripadaju skupini gradišćanskih Hrvata. Tad je nastalo Hrvatsko Selo.